# Акбулацький сільський округ (Аршалинський район)
Акбула́цький сільський округ (каз. Ақбұлақ ауылдық округі, рос. Акбулакский сельский округ) — адміністративна одиниця у складі Аршалинського району Акмолинської області Казахстану. Адміністративний центр — село Акбулак.
Населення — 858 осіб (2021; 1067 у 2009, 1261 у 1999, 1563 у 1989).
Станом на 1989 рік існували Вишневська селищна рада (смт Вишневка) та Цілинна сільська рада (села Акбулак, Мічуріно), село Актасти та селище Роз'їзд 45 перебували у складі Анарської сільської ради. 1993 року вони разом утворили Вишневську селищну адміністрацію. 2000 року було ліквідовано село Акбулак. У 2000-2001 роках окремо було виділено Акбулацький сільський округ (село Акбулак (колишнє село Мічуріно), колишнє село Акбулак), 2001 року до його складу було передано також і село Актасти та колишнє селище Роз'їзд 45.

## Склад
До складу округу входять такі населені пункти:
| Населений пункт              | Колишні назви | Населення, осіб (1989) | Населення, осіб (1999) | Населення, осіб (2009) | Населення, осіб (2021) |
| ---------------------------- | ------------- | ---------------------- | ---------------------- | ---------------------- | ---------------------- |
| Акбулак, село                | -             | 166                    | 82                     | -                      | -                      |
| Акбулак, село                | Мічуріно      | 925                    | 819                    | 808                    | 648                    |
| Актасти, село                | -             | 462                    | 360                    | 259                    | 210                    |
| Роз'їзд 45, станційне селище | -             | 10                     | -                      | -                      | -                      |